# Shangping, Gansu
Shangping är en socken i nordvästra Kina. Den ligger i Li härad i staden Longnan i provinsen Gansu, omkring 230 kilometer sydost om provinshuvudstaden Lanzhou. Antalet invånare är 5 667. Befolkningen består av 2 680 kvinnor och 2 987 män. Barn under 15 år utgör 20,0 %, vuxna 15-64 år 67 %, och äldre över 65 år 11,0 %.